# Brothers of Destruction
Brothers of Destruction is een professioneel worstel tag team dat actief is in de World Wrestling Entertainment (WWE). Het team bestaat uit de kayfabe-halfbroers The Undertaker en Kane.
Na in oktober 2010 niet meer samen geworsteld te hebben, herenigden zij op Survivor Series 2015 voor een wedstrijd tegen The Wyatt Family.

## In het worstelen
- Finishers
  - Chokeslam
  - Tombstone Piledriver

## Prestaties
- World Wrestling Federation / World Wrestling Entertainment
  - WCW Tag Team Championship (1 keer)
  - WWF Tag Team Championship (2 keer)

- Wrestling Observer Newsletter awards
  - Worst Worked Match of the Year (2001) vs. KroniK bij het evenement Unforgiven.